# حمص مصالحة

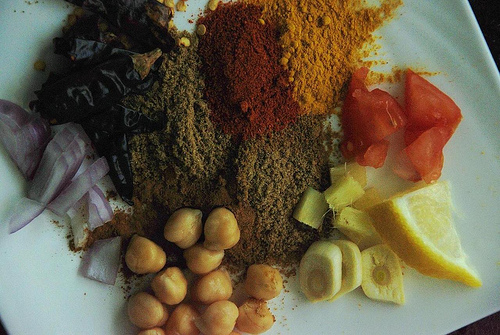
المكونات الخام لجنة مصالحة

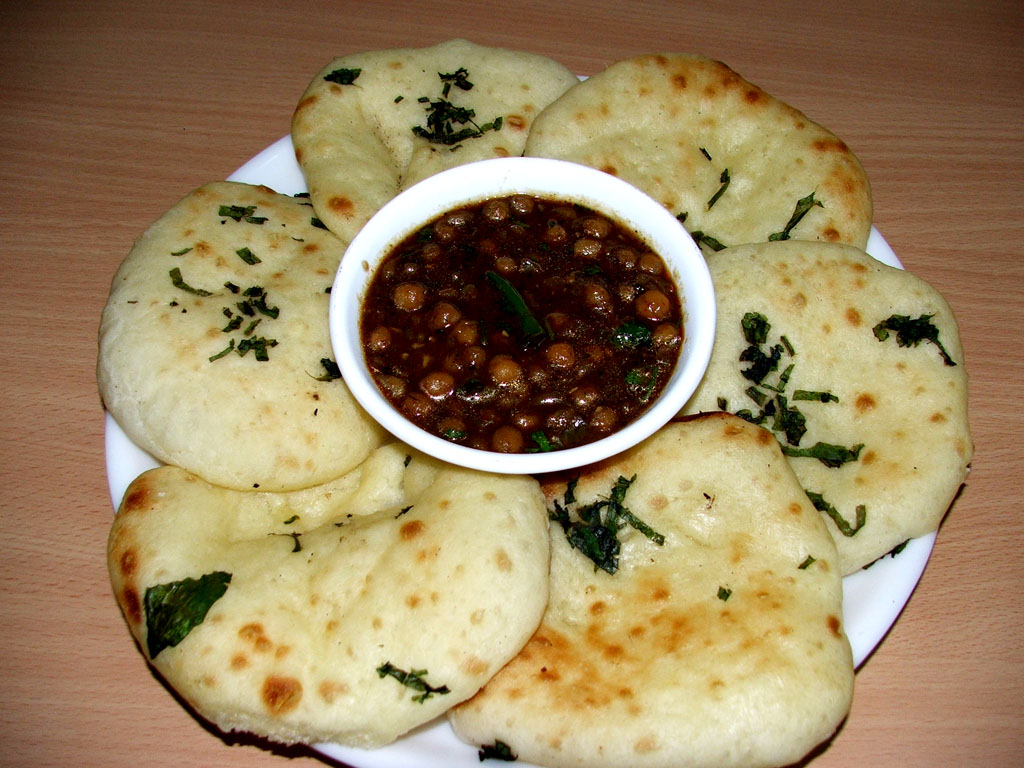

حِمَّص مصالحة أو جَنَة مصالحة ( بالأُردية: چنا مصالحہ) ووتعني حمص صغير متبل بالخلطة، طبقٌ من شبه القارة الهندية. المكون الرئيسي هو مجموعة متنوعة من الحمص والتي يبلغ قطرها نحو نصف قطر الحمص النموذجي مع طعم أقوى وقوام أكثر صلابة حتى بعد طهيه.

## المكونات
تشتمل مكونات حمص مصالحة عادةً على الحمص والبصل والطماطم المفرومة والسمن والكمون والكركم ومسحوق الكزبرة والثوم والفلفل والزنجبيل والعشور أو عصير الليمون وكرم مصالحة. 